# Dialektik
Dialektik ist ein Begriff der westlichen Philosophie. Das Wort Dialektik ist von altgriechisch διαλεκτική (τέχνη) dialektiké (téchne) „(Kunst der) Unterredung“, gleichbedeutend mit lateinisch (ars) dialectica „(Kunst der) Gesprächsführung“, abgeleitet (vergleiche auch Dialog).
Aus dem Altertum bekannt ist Dialektik als Instrument der Rhetorik und als Mittel zur methodischen Wahrheitsfindung.
Ende des 18. Jahrhunderts wird die dialektische Aufhebung zum zentralen Begriff der Philosophie Hegels. Vereinfachend kann der Begriff Dialektik dieser Zeit als eine Form des Diskurses beschrieben werden. Im dialektischen Diskurs wird einer These von der erkannten Realität eine Antithese als Konstrukt von Problemen und Widersprüchen gegenübergestellt, woraus ein neues Konstrukt als Synthese hervorgebracht wird. Bei Hegel ist Dialektik die der Metaphysik entgegengesetzte Methode der Erkenntnis und das Prinzip der Dinge, das Prinzip der Selbstbewegung des Denkens und der Selbstbewegung der Wirklichkeit. Dialektik wird zur Lehre von den Gegensätzen in den Dingen und Begriffen sowie zur Aufhebung der Gegensätze, was später wichtig wird für Friedrich Engels und Karl Marx.
Ab dem 19. Jahrhundert wird Dialektik zum Dialektischen Materialismus des Marxismus, zur Geisteswissenschaft von den allgemeinsten Bewegungs- und Entwicklungsgesetzen der Natur, der Gesellschaft und des Denkens. Hiermit wird versucht, die gesellschaftliche Entwicklung hin zum Kommunismus und eine sozialistische Politik philosophisch zu begründen.

## Wortgeschichte und Etymologie
Das Wort Dialektik stammt ursprünglich vom griechischen medialen Deponens διαλέγεσθαι dialégesthai, das „ein Gespräch führen“ bedeutet. Dialegesthai setzt sich zusammen aus dem Präfix dia- und der Wurzel leg-, die in logos (Grundbedeutung: Rede; auch: Rechnung, Verhältnis, Vernunft) und legein (sagen, reden) enthalten ist. Der Infinitiv dialegesthai wird bei Herodot, Thukydides und Gorgias im Sinne des Gesprächs gebraucht. Dialektikê tritt zuerst bei Platon adjektivisch und als Substantiv auf und wird hier und in der Folge zu einem technischen Begriff einer Methode bzw. zur Bezeichnung einer Wissenschaft.
Dialektik ist ein schon in der Antike nicht einheitlich gebrauchter Ausdruck. Bis in die Neuzeit jedoch behält er im Wesentlichen die Bedeutung einer auf einem Gespräch fundierten Disziplin oder Methode bei, die zur Wahrheitsfindung dient. Seit dem 18. Jahrhundert hat der Ausdruck viele andere Verwendungen erfahren.

## Geschichte

### Antike
In der antiken Philosophie wird mit dem Ausdruck Dialektik eine Methode oder Disziplin bezeichnet, um Wissen zu erwerben oder zu überprüfen. Zunächst und zumeist wird dabei von einer Frage-Antwort-Situation ausgegangen. Argumente sind Fragen in einer Gesprächssituation oder werden als in einer Gesprächssituation befindlich aufgefasst. Der Argumentationsfortschritt ergibt sich dadurch, dass die vom Fragenden ausgesagten Prämissen vom Antwortenden bejaht oder verneint werden (oder als bejaht oder verneint gedacht werden). Nach Aristoteles ([fr. 65] nach Diog. IX 25ff und VIII 57) soll der Erfinder der Dialektik Zenon von Elea gewesen sein.

#### Platon
Zum ersten Mal findet sich der Ausdruck Dialektik bei Platon. Er grenzt die Dialektik vom rhetorischen Monolog und der Eristik der Sophisten ab, die er als Methode zur Durchsetzung beliebiger Meinungen betrachtet. In den frühen Dialogen ist Dialektik eine argumentative Form der Gesprächsführung: Sokrates stellt unter der Verwendung des Elenchos (Prüfung) eine ungeprüfte Meinung eines Proponenten auf den Kopf bzw. widerlegt sie. Oft enden diese Gespräche in einer Aporie, d. h., nach dem dialektischen Gespräch ist nur bewiesen, dass die alte These zu verwerfen ist, aber eine neue ist dadurch (noch) nicht gefunden.
In späteren Dialogen (insbesondere dem Phaidon, der Politeia, dem Phaidros und dem Sophistes) ist Dialektik Platons Fundamentalwissenschaft. Sie stellt die Methoden bereit, mit der in der Philosophie sachgerecht unterschieden werden und Wissen über die Ideen – insbesondere über die Idee des Guten – erlangt werden soll: das Hypothesis-Verfahren und das Dihairesis-Verfahren.
Der Terminus Dialektik enthält bei Platon viele Aspekte, die sich je nach Interpretation schwer auf etwas gemeinsames reduzieren lassen. Es erscheint daher sinnvoll, einige zentrale Textstellen zur Dialektik zu zitieren. Die folgende Einteilung ist nicht kanonisch angelegt, sondern soll zur Orientierung dienen.
Erstens  bedeutet Dialektik schlicht Philosophie und philosophische Haltung:

„Du nennst doch den Dialektiker, der von jeglichem den Begriff seines Wesens fasst (ton logon hekastou lambanonta tês ousias).“

„Der zu fragen (erôtân) und antworten (apokrinesthai) versteht, nennst du den anders als Dialektiker?“

„Es ist aber wohl das Dialektischere (to dialektikôteron), nicht nur auf wahre Weise zu antworten (talêthê apokrinesthai), sondern auch auf solche Weisen, von denen der Fragende bestätigt, dass er sie versteht.“

Zweitens  bedeutet Dialektik – in einer spezielleren Hinsicht – „Ideenforschung“. Hier fällt der Begriff teilweise mit den modernen Themen der logischen Analyse (Dihairesis heißt wörtlich „Teilung“, „Sonderung“), der Semantik und Syntax zusammen:

„[…] Das Trennen nach Gattungen (to kata genê diarheisthai), dass man weder denselben Begriff (eidos) für einen anderen, noch einen anderen für denselben halte, wollen wir nicht sagen, dies gehöre für die dialektische Wissenschaft (dialektikê epistêmê)? – Das wollen wir sagen. – Wer also dieses gehörig zu tun versteht, der wird eine Idee (idea) durch viele einzeln voneinander gesonderte nach allen Seiten auseinandergebreitet genau bemerken, und viele voneinander verschiedene von einer äußerlich umfasste[n] und wiederum eine durch viele Ganze hindurch in einem zusammengeknüpfte, und endlich viele gänzlich voneinander abgesonderte (dihorismenas). Dies heißt dann, inwiefern jedes in Gemeinschaft treten kann und inwiefern nicht, der Art nach zu unterscheiden wissen.“

Drittens  ist Dialektik das, was heute als Metaphysik bekannt ist, nämlich die Suche nach den Grundstrukturen und Urgründen der Welt. Vom Hypothesis-Verfahren kann man in diesem Zusammenhang sprechen, weil die Dialektik die unhinterfragten Voraussetzungen – Hypothesen – der anderen Wissenschaften untersucht:

„Einzig das dialektische Verfahren (dialektikê methodos) […] hebt die Voraussetzungen auf und macht sich auf den Weg dorthin: zum Anfang selbst, um festen Stand zu gewinnen. Und sie zieht allmählich das Auge der Seele aus dem barbarischen Morast, in dem es tatsächlich vergraben war, hervor und richtet es nach oben. Dabei nimmt sie als Mitarbeiterinnen und Mitleiterinnen die erwähnten Fächer [nämlich Arithmetik, Geometrie, Astronomie, Harmonik] zu Hilfe.“

Dialektik hat bei Platon insofern mit Widersprüchen zu tun, als das Auftreten eines Widerspruches zum Prüfen der Hypothesen oder der Argumentation führen muss. Denn aufgrund des Satzes vom Widerspruch, den Platon selbst im Dialog Politeia (Der Staat) explizit formuliert, ist ein solcher ausgeschlossen:

„Offenbar ist doch, dass dasselbe (tauton) nie zu gleicher Zeit Entgegengesetztes tun und leiden (tanantia poiein ê paschein) wird, wenigstens nicht in demselben Sinne genommen und in Beziehung auf ein und dasselbe.“

#### Aristoteles
Von Aristoteles liegt die erste explizit-systematisch in einer Schrift ausgearbeitete Dialektik vor, die sich in seiner Topik findet. Dialektik ist eine methodische Argumentationsanleitung, die er folgendermaßen beschreibt:

„[…] ein Verfahren, aufgrund dessen wir in der Lage sein werden, über jedes vorgelegte Problem aus anerkannten Meinungen (endoxa) zu deduzieren und, wenn wir selbst ein Argument vertreten, nichts Widersprüchliches zu sagen.“

Dialektische Argumentationen sind Deduktionen. Sie unterscheiden sich formal dabei nicht von wissenschaftlichen Diskursen, sondern nur durch die Art ihrer Prämissen: Wissenschaftliche Prämissen sind besondere, nämlich „wahre und erste Sätze“, dialektische hingegen anerkannte Meinungen, d. h. Sätze, die „entweder von allen oder den meisten oder den bekanntesten oder den Fachleuten und von diesen entweder von allen oder den meisten oder den bekanntesten und anerkanntesten für richtig gehalten werden“.
Der Dialektiker operiert in der Argumentation mit verschiedenen argumentativen Werkzeugen und insbesondere mit den Topen. Letztere sind Argumentationsschemata für bestimmte Argumentationsszenarien, die gemäß den Eigenschaften der in den Prämissen verwendeten Prädikate vom Dialektiker aufgefunden und angewandt werden.
Nützlich ist Dialektik nach Aristoteles als geistige Gymnastik, bei Begegnungen mit der Menge und durch das Durchspielen entgegengesetzter Positionen bei der Erörterung philosophischer Probleme.

#### Hellenistische Philosophie
Die megarische Schule wurde als „dialektisch“ bezeichnet, da sie sich besonders dadurch auszeichnete, logische Probleme sowie Trugschlüsse zu behandeln. Teilweise wurde dieses Vorgehen auch „eristisch“ genannt. Die skeptisch geprägte Akademie des Arkesilaos fasste Dialektik als ein Verfahren auf, jede These, jede Behauptung von Wissen mit einem Argument für die gegenteilige These zu entkräften. Nach stoischem Sprachgebrauch ist Dialektik (neben der Rhetorik) ein Teil der (im weiteren Sinne als heute verstandenen) stoischen „Logik“. Sie wird (vermutlich durch Chrysipp) als „Wissenschaft von dem, was wahr, von dem, was falsch, und von dem, was keins von beiden ist“ definiert. Die Dialektik ist damit das Instrument des Stoikers zur Unterscheidung wahrer und falscher Vorstellungen und umfasst insbesondere die stoische Erkenntnistheorie. Die Gliederung der stoischen Dialektik in ein Gebiet „Über die Stimme“ und „Über das Bezeichnete“ zeigt jedoch, dass auch andere heutige Disziplinen wie Phonetik, Semantik, Sprachphilosophie und Stilistik unter sie fallen.

### Mittelalter

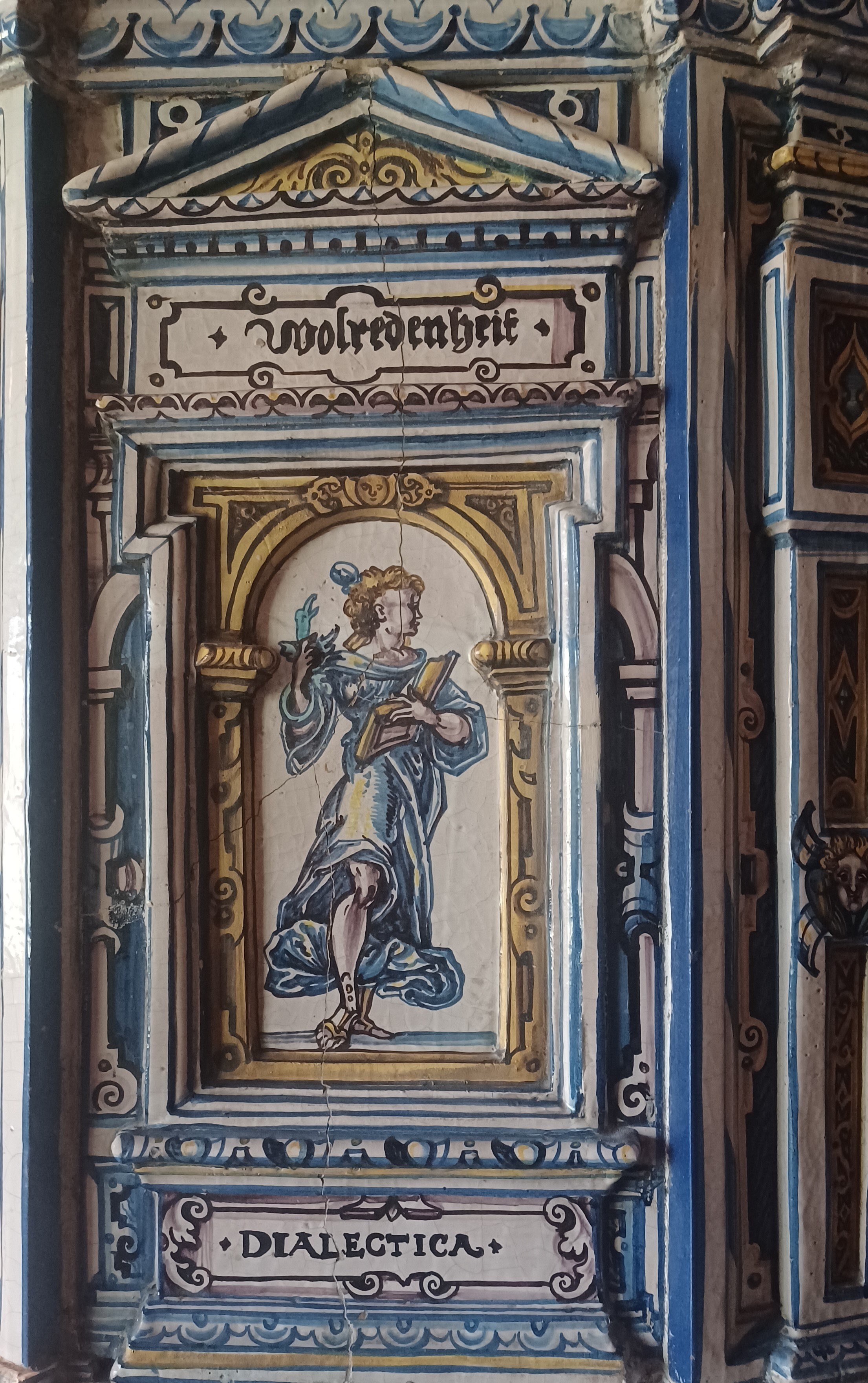
Ofenmalerei „Dialectica“. Seidenhof, Zürich, heute im Landesmuseum Zürich.

Boethius knüpft an die Topik von Aristoteles und Cicero an und entwickelt aus den locis besondere Maximen des Argumentierens. Berengar von Tours, William of Shyreswood und Petrus Hispanus entwickeln weitere Ansätze.
Teil der scholastischen Methode des Mittelalters war die Dialektik als Kunst des Disputierens, die auch eine der sieben freien Künste war. Diese dialektische Redekunst fand ihren hervorragenden Ausdruck in den Quaestiones und den scholastischen Summen.
Im engeren Sinne nennt man scholastische Methode ein besonders methodisches Vorgehen, das namentlich von Abaelard ausgebildet worden ist und nach seinem Vorbild von den meisten Scholastikern angewendet wurde. Es besteht in der dialektischen Gegenüberstellung der Argumente für und gegen eine bestimmte Auffassung. Die Methode wird daher mit dem Schlagwort „pro et contra“ (Für und Wider) oder auch „sic et non“ (Ja und Nein), so der Titel der betreffenden Schrift des Abaelard, benannt.

### Neuzeit

#### Transzendentale Dialektik bei Kant
Bei Kant ist die transzendentale Dialektik ein wesentlicher Abschnitt in der Kritik der reinen Vernunft. Hier setzte er sich kritisch mit Aussagen über die Wirklichkeit auseinander, die völlig ohne Erfahrung auskommen wollen. Er bezeichnete solche Formen der Erklärung, die sich auf rein formale Logik gründen, als „Blendwerk“ und als eine „scheinbare Kunst des Denkens“. Durch solche „Vernünfteleien“ werde Dialektik zu einer reinen Logik des Scheins (KrV B 86-88). Inhaltlich befasst sich die transzendentale Dialektik mit den drei Grundthemen der Metaphysik: der Freiheit des Willens, der Unsterblichkeit der Seele und dem Dasein Gottes (KrV B 826). In erkenntniskritischer Absicht argumentierte Kant in den Paralogismen dafür, dass das Leib-Seele-Problem nicht lösbar sei. Ebenso zeigen die Antinomien, dass von empirischen Erfahrungen nicht auf das Unbedingte geschlossen werden kann. Folgende Sätze können formallogisch bewiesen werden, aber es kann ebenso gut das Gegenteil bewiesen werden (KrV B 454 ff):
- „Die Welt hat einen Anfang in der Zeit, und ist dem Raum nach auch in Grenzen eingeschlossen.“
- „Eine jede zusammengesetzte Substanz in der Welt besteht aus einfachen Teilen, und es existiert überall nichts als das Einfache, oder das, was aus diesem zusammengesetzt ist.“
- „Die Kausalität nach Gesetzen der Natur ist nicht die einzige, aus welcher die Erscheinungen der Welt insgesamt abgeleitet werden können. Es ist noch eine Kausalität durch Freiheit zur Erklärung derselben anzunehmen notwendig.“
- „Zu der Welt gehört etwas, das, entweder als ihr Teil, oder ihre Ursache, ein schlechthin notwendiges Wesen ist.“

Schließlich zeigt er in der kritischen Auseinandersetzung mit den Gottesbeweisen, dass die Existenz eines nur gedachten Objektes nicht bewiesen werden kann. Gott kann gedacht, aber nicht erkannt werden. Die „endlosen Streitigkeiten der Metaphysik“ führen in allen drei Fragen zu keinem sinnvollen Ergebnis, weil sie die Grenzen der menschlichen Vernunft übersteigen. Sinnvolle Metaphysik kann sich daher nur mit den  Bedingungen der Möglichkeit von Erkenntnis befassen.

#### Nach Kant
Kants Dialektik wurde von späteren Philosophen wie etwa Schopenhauer als abgeschlossen angesehen. Andere gingen davon aus, dass Kants Auffassung der Dialektik durchaus noch verbessert werden könne, so etwa Fichte und Schelling.

#### Hegels Dialektik

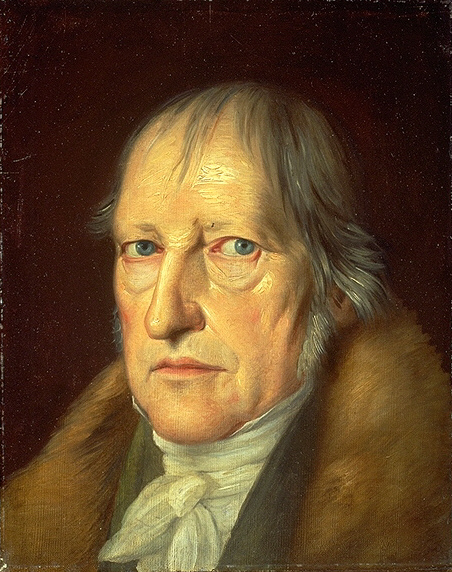
Georg Wilhelm Friedrich Hegel

Für Hegel ist bereits der antike Philosoph Heraklit ein früher Dialektiker. Der Logos als das Prinzip der Welt besteht für Heraklit im Streit (polemos) als „Vater aller Dinge“. Die sich ständig wandelnde Welt ist geprägt von einem Kampf der Gegensätze, vom ewigen Widerspruch der Polaritäten. Im Gegensatz zeigt sich eine „tieferliegende, verborgene Einheit, ein Zusammengehören des Verschiedenen“. Hegel verbindet seine Methode mit dem Begriff der Dialektik. Seit der Phänomenologie des Geistes gilt ihm die dialektische Bewegung als das eigentlich Spekulative, der „Gang des Geistes in seiner Selbsterfassung.“ Darin ist die Dialektik „das treibende Moment des Vernünftigen innerhalb des Verstandesdenkens, durch das sich der Verstand schließlich selbst aufhebt.“ Was oft Hegels Dialektik genannt wird, ist für ihn Logik. Das Wahre oder der Begriff (von ihm auch das Logisch-Reelle genannt) besteht dabei wesentlich aus drei Momenten. Diese können nicht voneinander abgesondert betrachtet werden.

„Das Logische hat der Form nach drei Seiten: α) die abstrakte oder verständige, β) die dialektische oder negativ-vernünftige, γ) die spekulative oder positiv-vernünftige.“

1. Das endliche, verständige Moment: Der Verstand setzt etwas als seiend.[17]
2. Das unendlich negative, dialektische Moment: Die Vernunft erkennt die Einseitigkeit dieser Bestimmung und verneint sie. Es entsteht so ein Widerspruch. Die begrifflichen Gegensätze negieren einander, d. h. sie heben sich gegenseitig auf.[18]
3. Das unendlich positive, spekulative Moment: Die Vernunft erkennt in sich selbst die Einheit der widersprüchlichen Bestimmungen und führt alle vorherigen Momente zu einem positiven Resultat zusammen, die in ihr aufgehoben[19] werden.[20]

In der Spekulation schlagen die negierten Gegensätze in ein positives Resultat um. Der Kern der Hegelschen Methode ist die Negation. Durch sie wird die dialektische Darstellung aus „voraussetzungsloser, selbstbewegter und selbstbestimmter Entwicklung der Sache selbst, nach dem omnis determinatio est negatio“, entfaltet. Die Negation der Negation oder doppelte Negation ist wieder etwas Positives. Hegel nennt sie Affirmation. Als metaphorischen Denkraum einer Schwarz-grau-weiß-Symbolik beschreiben M. Walter und Jörg Hüttner Hegels Dialektik. Sie schreiben zum berühmten Satz aus der Rechtsphilosophie: Genau diese Grauzone der Verkehrungen und Aufhebungen, d. h. der Negation von Bestehendem zusammenmit dem zugleich ‚Aufgehobenwerden‘ in einen anderen Bestand bedient Hegels Satz, dass die Philosophie ihr „Grau in Grau“ male (GW 14,1: 16).
Max Weber stellte in seinen Arbeiten zur Wissenschaftslehre im Anschluss an Heinrich Rickert und Emil Lask der analytischen Logik die emanatistische Logik gegenüber, als welche er eine Begriffslogik verstand, die sich an Hegels Dialektik orientiere.

#### Materialistische Dialektik
Karl Marx trennte sich vom Standpunkt des Hegelschen Idealismus und setzte die Dialektik auf historisch-materialistischer Grundlage als Methode, als dialektische Darstellungsmethode, zur Kritik der politischen Ökonomie ein. Laut einer Sentenz von Friedrich Engels stellt man durch die Rückkehr zum Materialismus die Dialektik Hegels „vom Kopf, auf dem sie stand, wieder auf die Füße“.

„Wir faßten die Begriffe unsres Kopfs wieder materialistisch als die Abbilder der wirklichen Dinge, statt die wirklichen Dinge als Abbilder dieser oder jener Stufe des absoluten Begriffs. […] Damit aber wurde die Begriffsdialektik selbst nur der bewußte Reflex der dialektischen Bewegung der wirklichen Welt, und damit wurde die Hegelsche Dialektik auf den Kopf, oder vielmehr vom Kopf, auf dem sie stand, wieder auf die Füße gestellt.“

Marx äußert sich in den Ökonomisch-philosophischen Manuskripten aus dem Jahre 1844 über die Hegelsche Dialektik, überhaupt und wie sie in der „Phänomenologie“ und „Logik“ von Hegel ausgeführt ist, und deren Rezeption durch die Junghegelianer. Ludwig Feuerbach sei der einzige, der hierzu ein kritisches Verhältnis bewiesen habe und als Überwinder Hegels gelten dürfe. Denn Feuerbach habe nachgewiesen, dass Hegels Philosophie die Theologie fortgesetzt habe.

„Die Aneignung der zu Gegenständen und zu fremden Gegenständen gewordenen Wesenskräfte des Menschen ist also erstens nur eine Aneignung, die im Bewußtsein, im reinen Denken, i. e. in der Abstraktion vor sich geht, die Aneignung dieser Gegenstände als Gedanken und Gedankenbewegungen, weshalb schon in der „Phänomenologie“ – trotz ihres durchaus negativen und kritischen Aussehns und trotz der wirklich in ihr enthaltenen, oft weit der späteren Entwicklung vorgreifenden Kritik – schon der unkritische Positivismus und der ebenso unkritische Idealismus der späteren Hegelschen Werke – diese philosophische Auflösung und Wiederherstellung der vorhandenen Empirie – latent liegt, als Keim, als Potenz, als ein Geheimnis vorhanden ist.“

Hegels Idealismus habe Feuerbach den wahren Materialismus und die reelle Wissenschaft entgegengesetzt. Das „unglückliche Bewusstsein“, das „ehrliche Bewusstsein“, der Kampf des „edelmütigen und niederträchtigen Bewusstseins“ etc., diese einzelnen Abschnitte enthielten die kritischen Elemente – aber noch in einer entfremdeten Form – ganzer Sphären, wie der Religion, des Staats.
Das Große an der hegelschen „Phänomenologie“ und ihrem Endresultat – der Dialektik der Negativität als dem bewegenden und erzeugenden Prinzip – sei also, dass Hegel die Selbsterzeugung des Menschen als einen Prozess fasst, die Vergegenständlichung als Entgegenständlichung, als Entäußerung und als Aufhebung dieser Entäußerung; dass er also das Wesen der Arbeit fasst und den gegenständlichen, wahren, weil wirklichen Menschen, als Resultat seiner eigenen Arbeit begreift.
Für Marx ist nichts anderes als die gesellschaftliche Wirklichkeit die Grundlage für den „Gang der Sache selbst“. Nicht die Entwicklung der Begriffe oder des Geistes bestimmen die Wirklichkeit, sondern das Handeln der Menschen, orientiert an der tatsächlichen Befriedigung der Bedürfnisse und der durch die ökonomischen Verhältnisse bestimmten Interessen, bestimmen ihr Denken und damit die Entwicklung von Ideen.
Gemäß Marx ist die materialistische Dialektik zugleich logisch und geschichtlich. Der Widerspruch vereint nicht zwei Gegensätze zu einem höheren Dritten wie bei Hegel, sondern löst einen Prozess der historischen Durchsetzung der logisch besseren und stärkeren Verhältnisse aus, die so in der menschlichen Praxis als Triebkraft der Geschichte wirken. In der gesellschaftlichen Praxis gestaltet der menschliche Wille die soziale Wirklichkeit, durch willentliche Beeinflussung der gesellschaftlichen Prozesse und der vorgefundenen Verhältnisse entsprechend historisch bestimmten Gesetzen der sozialen Entwicklung.
Friedrich Engels unterscheidet im Abschnitt „Grundgesetze der Dialektik“ seines Werks Dialektik der Natur ganz gemäß dem materialistischen Dialektik-Ansatz zwischen objektiver und subjektiver Dialektik:

„Die Dialektik, die sog. objektive, herrscht in der ganzen Natur, und die sog. subjektive Dialektik, das dialektische Denken, ist nur Reflex der in der Natur sich überall geltend machenden Bewegung in Gegensätzen, die durch ihren fortwährenden Widerstreit und ihr schließliches Aufgehen ineinander, resp. in höhere Formen, eben das Leben der Natur bedingen.“

Die materialistische Dialektik bei Marx und Engels kann somit als Methodologie des Marxismus zur Grundlegung des wissenschaftlichen Sozialismus aufgefasst werden. Sie wird in der weiteren Geschichte der kommunistischen Philosophie zum grundlegenden Bestandteil des historischen wie des dialektischen Materialismus, wie er jedoch nicht immer übereinstimmend bei Friedrich Engels, Lenin oder dogmatisch stark vergröbert bei Stalin anzutreffen ist. Die dialektischen Gesetze existieren hier zunächst unabhängig vom Bewusstsein. Durch revolutionäre Umgestaltung der Produktionsbedingungen und -verhältnisse sowie der dann möglichen Ausnutzung jener Gesetze bestehen diese sodann in Wechselwirkung mit dem Bewusstsein.

#### Dialektik des Kritischen Rationalismus
Karl Popper hat Hegels Dialektik im Rahmen der formalen Logik nach folgendem Schema interpretiert:
P1 → VT → FE → P2
Das Schema kennzeichnet den Fortschritt der Wissenschaft: Aufgrund eines Problems P1 aus Welt 3 erfolgt die Aufstellung einer zunächst rein hypothetischen Vorläufigen Theorie VT. Diese wird (z. B. empirisch) überprüft, unhaltbare Elemente werden in einer Fehlerelimination FE ausgeschieden. Das Resultat ist nicht ein absolutes Wissen, sondern ein elaborierteres Problem P2. FE setzt dabei voraus, dass logische Widersprüche vermieden werden müssen, da ansonsten eine Elimination von Theorieelementen, die im Widerspruch zu den bei der Theorieprüfung angeführten Argumenten stehen, nicht möglich ist.
Besonders herausgestellt hat Popper sein Beharren auf dem „Gesetz vom Widerspruch“ in seinem Artikel What Is Dialectic von 1937, worin er die nicht-verbesserte dialektische Methode wegen ihrer Bereitwilligkeit kritisierte, sich mit Widersprüchen abzufinden. Später behauptete Popper, dass Hegels Akzeptanz von Widersprüchen zu einem gewissen Grad verantwortlich für die Erleichterung des Aufstiegs des Faschismus in Europa sei, indem sie zum Irrationalismus ermutige und ihn zu rechtfertigen versuche. Im Abschnitt 17 seines Nachtrags von 1961 zur Offenen Gesellschaft, im englischen Original betitelt Facts, Standards, and Truth: A Further Criticism of Relativism, lehnt Popper es ab, seine Kritik an der Hegelschen Dialektik zu relativieren, er argumentiert, dass sie eine große Rolle beim Untergang der Weimarer Republik gespielt hat, indem sie zum Historizismus und anderen totalitären Denkmoden beitrug und dass sie die traditionellen Standards der intellektuellen Verantwortung und Redlichkeit herabgesetzt habe. Dieser Auffassung hat u. a. Walter A. Kaufmann widersprochen.

#### Moderne Formalisierung der Dialektik
Gotthard Günther legte im Rahmen seiner Polykontexturalitätstheorie einen seit 1933 mehrfach ausgebauten Ansatz vor, die hegelsche Dialektik im Rahmen einer mehrwertigen Logik zu formalisieren, wobei er sich kritisch namentlich von Jürgen Habermas absetzte.

#### Dialektik in der Frankfurter Schule

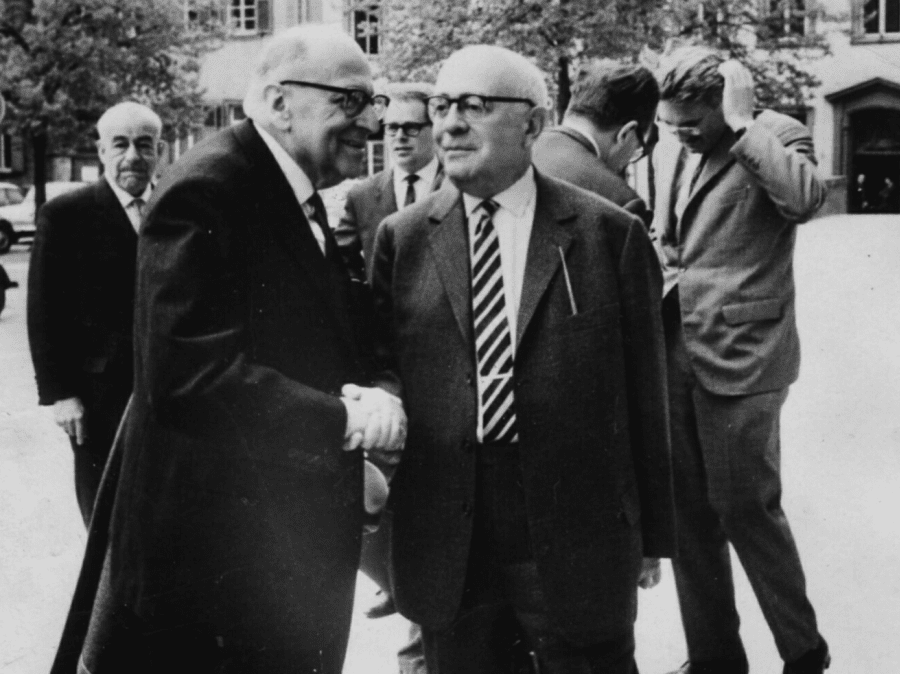
Max Horkheimer (links) mit Theodor W. Adorno

Die von Max Horkheimer und Theodor W. Adorno verfasste Essay-Sammlung Dialektik der Aufklärung, die 1944 in den USA erschien, gilt heute als Schlüsselwerk der Frankfurter Schule. Das Werk, das Thesen dazu enthält, „warum die Menschheit, anstatt in einen wahrhaft menschlichen Zustand einzutreten, in eine neue Art von Barbarei versinkt“, versteht den historischen Prozess der Aufklärung als dialektisch, diagnostiziert aber, in ihrem vermeintlichen Abschluss in der Moderne sei sie in erstarrter Form die Basis für eine neue Barbarei, die sich im Faschismus der ersten Hälfte des 20. Jahrhunderts äußere.
Adorno bezeichnet sein Verständnis von Wissen über die soziale Wirklichkeit im gleichnamigen, 1966 erschienenen, Buch als Negative Dialektik. Es geht um eine Kritik am theoretischen Abschluss der Philosophie zu einem System. Philosophiehistorische Grundüberlegungen sind ein gesellschaftskritisches Korrelat.
Für Adorno ist eine Methode auf Basis des Konzeptes der Dialektik Voraussetzung für eine Theorie, die offen für das bleibt, was begrifflich noch nicht erfasst ist.

„Der Widerspruch ist nicht, wozu Hegels absoluter Idealismus unvermeidlich ihn verklären mußte: kein herakliteisch Wesenhaftes. Er ist Index der Unwahrheit von Identität, des Aufgehens des Begriffenen im Begriff. Der Schein von Identität wohnt jedoch dem Denken selber seiner puren Form nach inne. Denken heißt identifizieren. […] Insgeheim liegt es in Kant, und wurde von Hegel gegen ihn mobilisiert, es sei das dem Begriff jenseitige An sich als ganz Unbestimmtes nichtig. Dem Bewußtsein der Scheinhaftigkeit der begrifflichen Totalität ist nichts offen, als den Schein totaler Identität immanent zu durchbrechen: nach ihrem eigenen Maß. Da aber jene Totalität sich gemäß der Logik aufbaut, deren Kern der Satz vom ausgeschlossenen Dritten bildet, so nimmt alles, was ihm nicht sich einfügt, alles qualitativ Verschiedene, die Signatur des Widerspruchs an.“

Das philosophische Problem des Verhältnisses zwischen Denken bzw. Sprache und Objekt, das Hegel dadurch löste, den Begriff als potentiell identisch mit dem Objekt (und damit Kants Ding an sich als leere Menge) zu denken, ist bei Adorno so gedacht, dass das Denken selbst den Schein vom vollständigen Erfassen der Wirklichkeit produziert und das, was in der Kohärenz allen Denkens zu einem Zeitpunkt („Totalität“) nicht erfasst ist, in diesem als Widerspruch enthalten ist.

#### Positivismusstreit
Die Diskussion im Rahmen des Positivismusstreits war von dem hegelschen Verständnis des Begriffes, dessen Modifikation durch Marx und der Kritik an diesen Positionen geprägt. Nach dem Selbstverständnis der Dialektiker erfasst diese Methode die Grundstruktur der Wirklichkeit. Nur sie könne diese wahrhaft in ihrer Ganzheit erfassen. Der Widerspruch liege hier in der Natur des Denkens und damit auch in der Sache selbst. Weil das systematische und deduktive Denken Widersprüche kategorisch ablehne und ablehnen müsse, da es an der Basis untrennbar an die Logik gekettet sei, könne es diese Wahrheit nicht anerkennen. Aus dieser Sicht steht es dem dialektischen Denken unvereinbar gegenüber.
Habermas erläuterte diese Problematik wie folgt:

„Insofern fällt der dialektische Begriff des Ganzen nicht unter die berechtigte Kritik an den logischen Grundlagen jener Gestalttheorien, die auf ihrem Gebiete Untersuchungen nach den formalen Regeln analytischer Kunst überhaupt perhorreszieren; und überschreitet dabei doch die Grenzen formaler Logik, in deren Schattenreich Dialektik selber nicht anders scheinen kann denn als Schimäre“

## Kritik
Die dialektische Vorgehensweise Hegels ist von Zeitgenossen und in der Nachfolge kritisiert worden. Schopenhauer sprach von der Philosophie Hegels abschätzig als „Hegelei“. Seit Kierkegaard ist eine Protesthaltung gegen das System der Dialektik nicht unüblich geworden. Auch der dialektische Materialismus war besonders in der politischen Diskussion des 20. Jahrhunderts heftig umstritten. Es trat insbesondere die Frage auf, wieso sich die ökonomische Gesellschaft zwangsläufig als Klassenkampf darstelle, der sich fortschreitend entwickele.
Die analytische Philosophie kritisierte zuallererst die dialektische Sprache, die sich aus Sicht der Sprachkritik nach der linguistischen Wende nicht an die Standards der formalen Logik halte. Man kann sogar sagen, dass die Feindseligkeit gegen oder Empfänglichkeit für Dialektik eines der Dinge ist, die im 20. Jahrhundert die anglo-amerikanische Philosophie von der sogenannten „kontinentalen Tradition“ spaltet – eine Kluft, die nur wenige gegenwärtige Philosophen (darunter Richard Rorty) zu überbrücken gewagt haben.
Der analytische Philosoph Georg Henrik von Wright hat der Dialektik eine kybernetische Deutung gegeben, indem er Dialektik als Kette negativer Rückkopplungen deutet, die jeweils zu einem neuen Gleichgewicht führen. Anders als die Dialektiker versteht von Wright die Verwendung logischer Begriffe innerhalb der Dialektik als metaphorisch, wobei etwa „Widerspruch“ für Realkonflikte steht. Damit trägt er der Kritik an den Dialektikern Rechnung, nach der sie einer Verwechslung zwischen logischen Widersprüchen, die nur zwischen Sätzen und Propositionen bestehen können, und realen Gegensätzen unterliegen würden, etwa zwischen physikalischen Kräften oder auch gesellschaftlichen Interessen.